# Pseudotaranis hyperia
Pseudotaranis hyperia är en snäckart som först beskrevs av Dall 1919.  Pseudotaranis hyperia ingår i släktet Pseudotaranis och familjen Turridae. Inga underarter finns listade i Catalogue of Life.